# フランツ・シマンドル
フランツ・シマンドル(Franz Simandl、1840年8月1日 Blatno - 1912年12月15日 ウィーン)はボヘミア出身のオーストリア帝国のコントラバス奏者および教育者。『新コントラバス教本』(独: Neueste Methode des Contrabass-Spieles, 英: New Method for the Double Bass)(もしくは単に『シマンドル教本』と呼ばれる)の作者として良く知られており、同書は今日までクラシック・コントラバス奏者向けの最もスタンダードな運指メソッドの教材として用いられている。

## 経歴
シマンドルはプラハ音楽院でJosef Hrabeに師事、その後ウィーン国立歌劇場の第一コントラバス奏者となった。ウィーン国立音楽大学の教授を1869年から1910年まで勤め、 彼の元からは多くの一流奏者が輩出している。ニューヨーク・フィルハーモニックの第一コントラバス奏者であり、教育者としても功績のあるLudwig Manoly(英語版)などもその中の一人である。

## 奏法について
彼のメソッドにおいては、指板上の低音部では左手の第一指、第二指および第四指のみを押弦に用い(第三指および第四指を一つの単位として同時に用いる)、指板上の各部をいくつかのポジションに分けて捉えていく。同書の第二巻では「サム・ポジション」すなわち指板上高音部での奏法に主眼を置き、親指、第一指、第二指と三指を用いたソロ演奏を扱い、またここでもポジション分けを用いる。この第二巻ではハーモニクスの使用法も詳しく扱う。
シマンドルの「新奏法」は今や一世紀以上の歴史があるものとなったが、今日でもクラシック・コントラバス奏者の間ではよく見られるものである。しかしながら彼の著書そのものは近年の教育理論を取り入れたメソッドによって徐々に取って替わられつつある。シマンドル教義の翻案版や拡張版、また対抗版といったメソッドも今日広く認められる所である。
シマンドルを「祖」とする師弟関係の「家系図」は幾つもの世代にまたがり、多くの著名なベーシストの系譜を辿ると彼らの多くはシマンドルへと戻っていく。ゲーリー・カーやルートヴィヒ・シュトライヒャーもそういったベーシストの中に含まれる。

## 著書・関連書籍
- シマンドル: 新コントラバス教本 第1巻/第2巻 New method for string bass
- シマンドル: 30の練習曲 30 studies for string bass
- Simandl, Franz (1957). Gradus ad parnassum : 24 studies for string bass. LCCN 85752065
- ダブルベース HIYAMAノート～シマンドル習得のために 桧山薫